# Nadia Nerina
Nadia Nerina (Bloemfontein, 1927- 6 de octubre de 2008) fue una bailarina de ballet sudafricana.
Estudió en su país natal y en 1945 fue a Londres donde estudió en la Rambert School y la Escuela de Ballet del Sadler's Wells. Se unió a este último ballet (el Sadler's West Ballet, entonces parte del Ballet Real) en 1946, se convirtió en solista en 1947 y principal en 1952. Era una virtuosa bailarina de soubrette notable por sus ligeros saltos, fuertes piernas y alegre disposición. Fue una favorita de Frederick Ashton y creó muchos roles por él entre ellos Cinderella (1948), Hommage to the Queen (1953), Birthday Offering (1956) y Lise en La Fille mal gardée (1960). Apareció como artista invitada en el Ballet Bolshoi y el Ballet Kirov en 1960. Se retiró en 1969.